# Prostomis novacaledonica
Prostomis novacaledonica es una especie de coleóptero de la familia Prostomidae.

## Distribución geográfica
Habita en Nueva Caledonia.